# Wybaczanie w bliskich związkach
Wybaczanie w bliskich związkach – zaprzestanie odczuwania złości lub niechęci spowodowanej negatywnym zachowaniem drugiej osoby lub zredukowanie negatywnych myśli, emocji opartych na doświadczonym urazie ze strony drugiej osoby. W licznych badaniach udowodniono, że umiejętność wybaczania pozytywnie wpływa na zdrowie fizyczne (poprawa skurczowego i rozkurczowego ciśnienia krwi oraz średniego ciśnienia tętniczego) oraz psychiczne (redukcja cierpienia psychicznego, poprawa satysfakcji z życia).

## Rola i skutki wybaczania w bliskich związkach
Wybaczanie odgrywa istotną rolę w bliskich relacjach interpersonalnych. Jest to kluczowy czynnik wpływający na stabilność funkcjonowania związku, ma również duży wpływ na utrzymanie wysokiej satysfakcji ze związku przez obojga partnerów.
Według modelu określanego w literaturze jako „negative-state relief” ludzie dążą do zmiany swoich negatywnych emocji na pozytywne i zasada ta bezpośrednio dotyczy wybaczania. Oznacza to, że odczuwanie negatywnych emocji związanych z niewłaściwym zachowaniem partnera może sprzyjać wybaczaniu, ponieważ aby poprawić swój aktualny stan emocjonalny osoba chętniej rozważy wybaczenie przewinienia. Co więcej, wybaczanie powoduje zmniejszenie się negatywnych emocji oraz pojawienie się pozytywnych emocji u partnerów. Oznacza to, że przebaczanie ma wpływ na regulację nastroju. 
Ludzie są skłonni do wybaczania, kiedy odczuwają wysoki poziom bliskości i zaangażowania w związku, charakteryzuje ich duże zadowolenie ze związku, w którym pozostają oraz mają wysoki poziom funkcjonowania poznawczego. Przebaczanie związane jest z motywacją i zachowaniami prozwiązkowymi, zmniejsza również występowanie agresji w związkach.
Na proces wybaczania wobec partnera w bliskim związku ma również wpływ kontrola poznawcza. Osoby o niskim poziomie kontroli poznawczej mają trudności w wybaczaniu poważnych przewinień partnerów (np. zdrada), a relatywnie łatwo przychodzi im przebaczenie niewielkich występków. Ponadto, ich zdolność do wybaczania nie wzrasta wraz z upływem czasu, co ma miejsce u osób z wysokim poziomem kontroli poznawczej. Istotną rolę w wybaczaniu poważnych przewinień odgrywa zjawisko ruminacji, czyli doświadczania uporczywych i nawracających myśli dotyczących negatywnego zdarzenia. Myśli te są natrętne i automatyczne. Ruminacje stanowią przeszkodę w procesie wybaczania, ponieważ osoby ich doświadczające, nie są w stanie zapomnieć o negatywnych zdarzeniach i wciąż przywołują pamięć o nich. Osoby, które mają niski poziom kontroli poznawczej lub osoby, które na skutek wyczerpania zasobów i zmęczenia są szczególnie narażone na pojawienie się ruminacji.
Umiejętność wybaczania najczęściej określana jest jako pozytywna właściwość, bywa jednak, że ma ona negatywne skutki. Istotnym aspektem wybaczania w bliskich związkach jest kontekst sytuacyjny. W przypadku związków patologicznych, opartych na przemocy, przebaczanie powoduje spadek satysfakcji ze związku. Ponadto, wybaczanie partnerowi, który stosuje agresję psychiczną, powoduje wzrost tego typu maltretowania wraz z upływem czasu. Kobiety, które wybaczają partnerowi częste lub stałe stosowanie przemocy, mają tendencję do wracania do swojego oprawcy.